# Tommy Farrell
Pour les articles homonymes, voir Farrell.
Tommy Farrell est un acteur et réalisateur américain né le 7 octobre 1921 à Hollywood, Californie (États-Unis), décédé le 9 mai 2004 à Woodland Hills (Los Angeles).

## Filmographie

### comme acteur
- 1944 : Winged Victory de George Cukor : Bit Role
- 1950 : Pirates of the High Seas (en) de Spencer Gordon Bennet and Thomas Carr : Kelly Walsh
- 1950 : Jamais deux sans toi (Duchess of Idaho) de Robert Z. Leonard : Chuck
- 1950 : Gunfire : Lerner, Money-Wagon Driver
- 1950 : Jungle Jim in Pygmy Island (en) (Pygmy Island) de William Berke : Captain
- 1950 : Outlaws of Texas (en) de Thomas Carr : Jeff Johnson
- 1950 : Le Soldat récalcitrant (At War with the Army) de Hal Walker : Cpl. Clark
- 1951 : Colorado Ambush (en) de Lewis D. Collins : Terry Williams
- 1951 : Abilene Trail (en) de Lewis D. Collins : Ed Dawson
- 1951 : Un Américain en Corée (en) (A Yank in Korea) de Lew Landers : Jinx Hamilton
- 1951 : Cyclone sur le rail (Roar of the Iron Horse, Rail-Blazer of the Apache Trail) de Spencer Gordon Bennet et Thomas Carr  : Del, young outlaw in polkadot shirt [Chs.6,7,9-11,15]
- 1951 : L'Inconnu du Nord-Express (Strangers on a Train) d'Alfred Hitchcock : Miriam's boyfriend
- 1951 : Le Cabaret du soleil couchant (The Strip) de László Kardos : Boynton
- 1951 : La Ronde des étoiles (Starlift) de Roy Del Ruth : Turner
- 1952 : Night Raiders (en) de  Howard Bretherton : Jim Dugan
- 1952 : La Reine du hold-up (This Woman Is Dangerous) de Felix E. Feist : Bellhop
- 1952 : Je retourne chez maman (The Marrying Kind) de George Cukor : Post Office Worker
- 1952 : Quand tu me souris (Meet Danny Wilson) de Joseph Pevney : Tommy Wells
- 1952 : Flesh and Fury (en) de Joseph Pevney : Rocky
- 1952 : Chantons sous la pluie (Singin' in the Rain) de Stanley Donen et Gene Kelly : Sid Phillips
- 1952 : La levée des Tomahawks (en) (Brave Warrior) de Spencer Gordon Bennet : Townsman
- 1952 : You for Me (en) de Don Weis : Dr Rollie Cobb, Intern
- 1952 : Son of Geronimo: Apache Avenger (en) de Spencer Gordon Bennet : Frank Baker
- 1952 : Wyoming Roundup (en) de Thomas Carr : Bob Burke
- 1953 : Filles dans la nuit (Girls in the Night) de Jack Arnold : Frankie
- 1953 : Le Cabotin et son compère (The Stooge) de Norman Taurog : Tommy, Kit Kat Club MC
- 1953 : The 49th Man (en) de Fred F. Sears : Agent Reynolds
- 1953 : Commando du ciel (en) (Sky Commando) de Fred F. Sears : Flyer
- 1954 : Gunfighters of the Northwest (en) de Spencer Gordon Bennet : Arch Perry
- 1956 : Saturday Spectacular: Manhattan Tower de Boris Sagal (TV) : Tommy
- 1958 : This Is Alice (en) (série TV) : Mr. Holliday
- 1959 : La Ferme des hommes brûlés (Woman Obsessed) de Henry Hathaway : Carnival Barker
- 1959 : La Mort aux trousses (North by Northwest) d'Alfred Hitchcock : Eddie - Elevator Starter
- 1959 : Dobie Gillis ("The Many Loves of Dobie Gillis") (série TV) : Riff Ryan (1959-1960)
- 1960 : L'Île des Sans-soucis (Wake Me When It's Over) de Mervyn LeRoy : Smitty
- 1961 : Swingin' Along (en) de Charles Barton : Georgie
- 1961 : Diamants sur canapé (Breakfast at Tiffany's) de Blake Edwards : Man at party
- 1962 : Saintly Sinners (en) de Jean Yarbrough : Mike
- 1963 : Mes six amours et mon chien (My Six Loves) de Gower Champion : Studio Representative
- 1964 : Salut, les cousins (Kissin' Cousins) de Gene Nelson : MSgt. William George Bailey
- 1965 : La Stripteaseuse effarouchée (Girl Happy) de Boris Sagal : Louie
- 1965 : Never Too Late (en) de Bud Yorkin : Ainsley
- 1966 : Quel numéro ce faux numéro ! (Boy, Did I Get a Wrong Number!) de George Marshall : Reporter
- 1967 : Petit guide pour mari volage (A Guide for the Married Man) de Gene Kelly : Rance G.'s Hanger On

### comme réalisateur
- 1995 : Wild About Animals (en) (série TV)